# La carta de amor (Fragonard)
La carta de amor es un cuadro realizado por el pintor francés Jean-Honoré Fragonard en torno a 1775. Este óleo sobre lienzo representa a una joven dama que acaba de recibir un ramo de flores y lee la nota que lo acompaña. Se conserva en el Museo Metropolitano de Arte de Nueva York.
La joven lanza una mirada inquieta al espectador, como buscando su complicidad en el secreto. En primer plano a la derecha, detrás de ella su perrito mira fijamente como queriendo defender a su dueña y su acción.
Sobre un fondo marrón, con la punta del pincel el artista dibujó rápidas pinceladas que plasman la luz del sol que a través de la ventana delante del escritorio cae sobre la cofia de la joven, su rostro empolvado, las flores, el vestido de seda  azul y el perrito. No se trata de un retrato, sino de una escena de género con un tema clásico, el recibimiento de una carta de amor.